# Homoktövis-tapló
A homoktövis-tapló (Fomitiporia hippophaicola) a Hymenochaetaceae családba tartozó, Európában honos, homoktövis és galagonya elhalt vagy meggyengült törzsén élő, nem ehető gombafaj. 

## Megjelenése
A homoktövis-tapló termőteste 3-10 cm széles, 2-5 cm vastag, vaskos, pata vagy féloldalas háztető alakú, háromszöges keresztmetszetű. Felszíne fiatalon bársonyos, idősen sima, gyakran zöld algák borítják. Színe eleinte sárgásbarna, később barna vagy rozsdabarna.
Fahéjbarna termőrétege csöves szerkezetű, minden évben új, 2-4 mm vastag réteget fejleszt. A pórusok igen aprók (5-7/mm), színük sötétbarna vagy rozsdabarna, később kifakulnak. 
Húsa fás, kemény; színe fahéjbarna, sávozott. Szaga és íze nem jellegzetes. 
Spórapora fehér. Spórája széles ellipszis vagy majdnem kerek alakú, sima, vastag falú, mérete 6,5-7,5 x 5,5-7 µm.

### Hasonló fajok
A szilva-tapló, parázstapló, vastag tapló hasonlít hozzá. 

## Elterjedése és termőhelye
Európában honos. 
Homoktövis és galagonya elhalt vagy meggyengült törzsén található meg, azok parazitája is lehet; anyagukban fehérkorhadást okoz. Egész évben látható. 

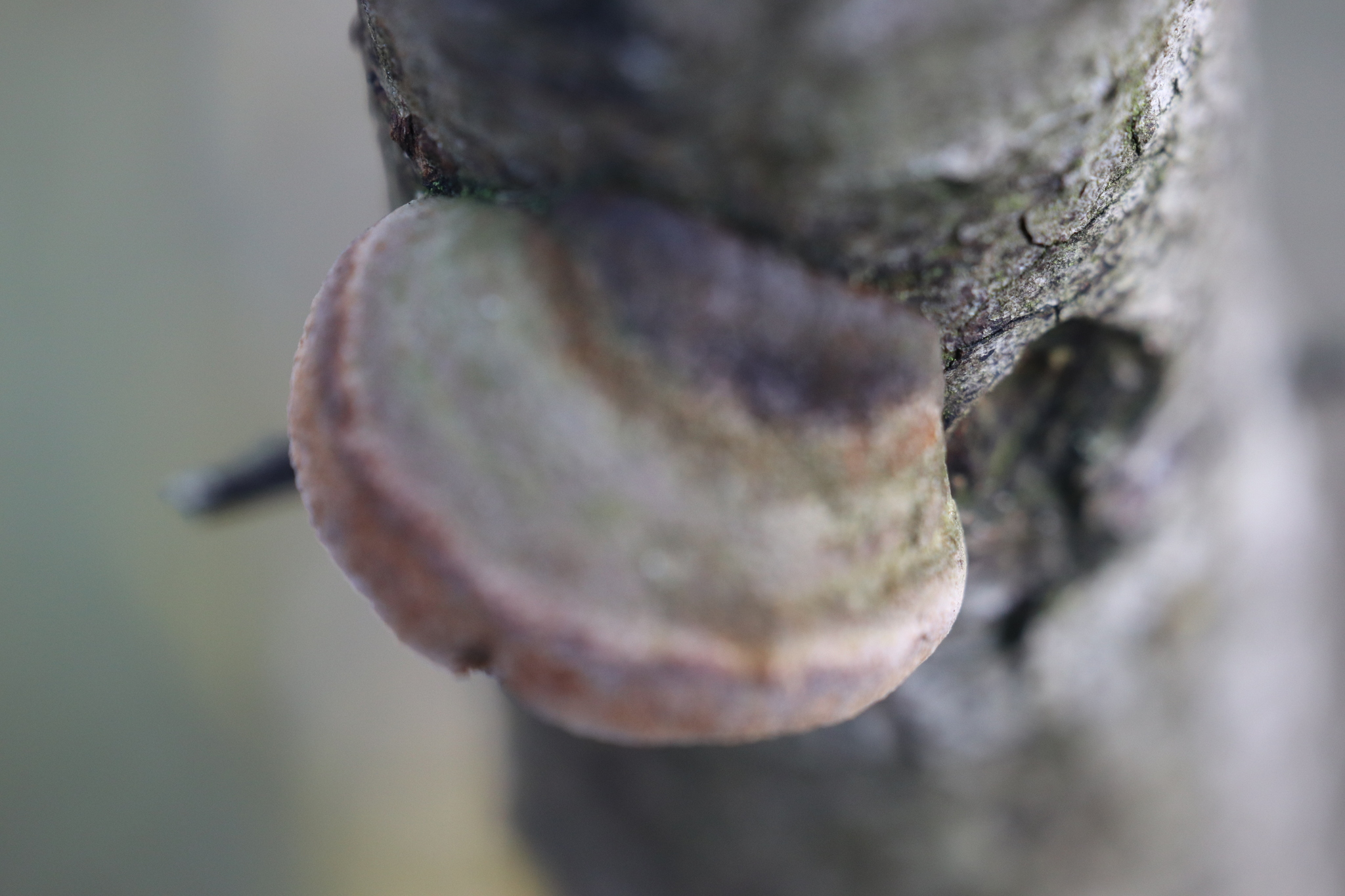
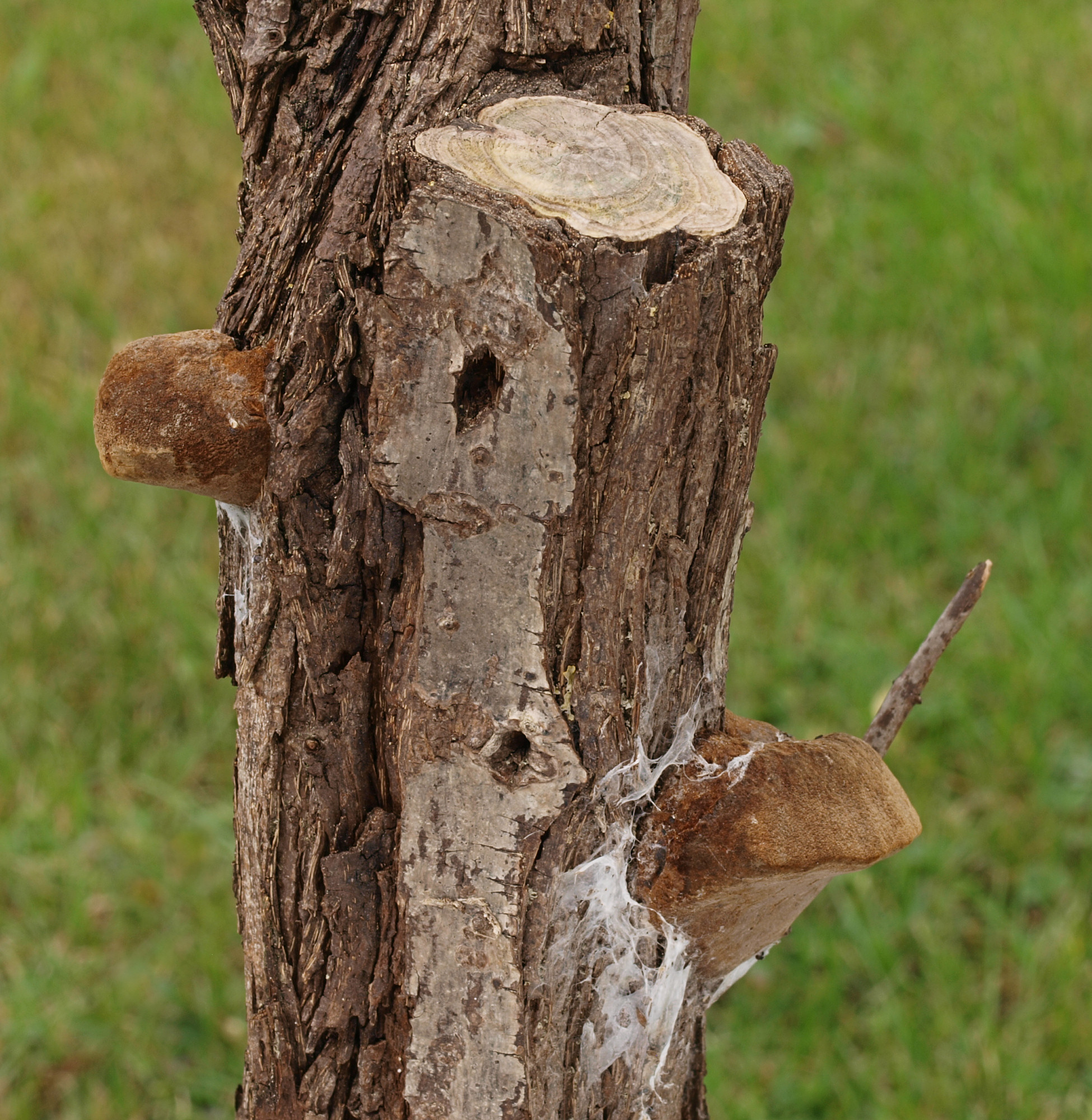
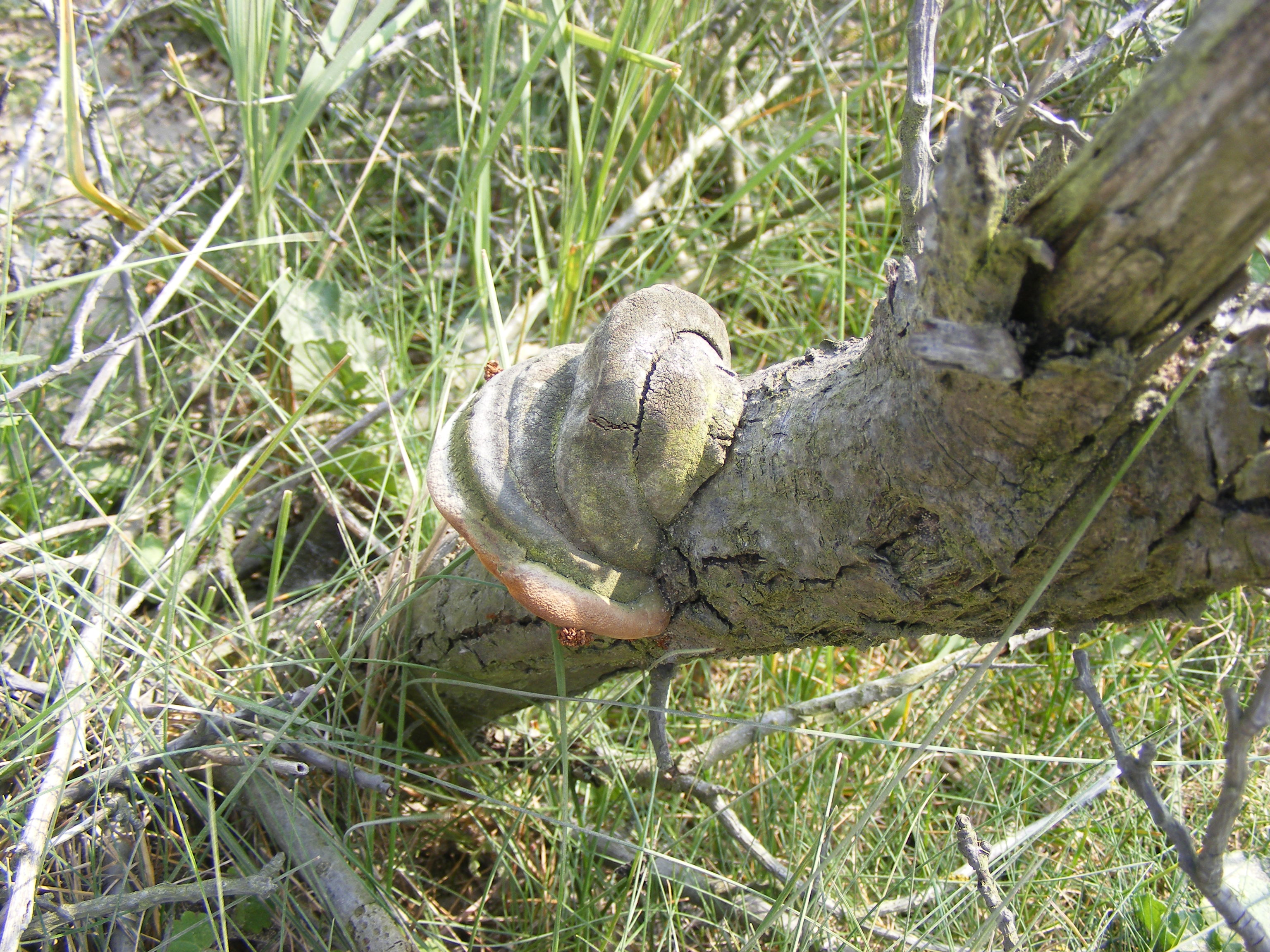
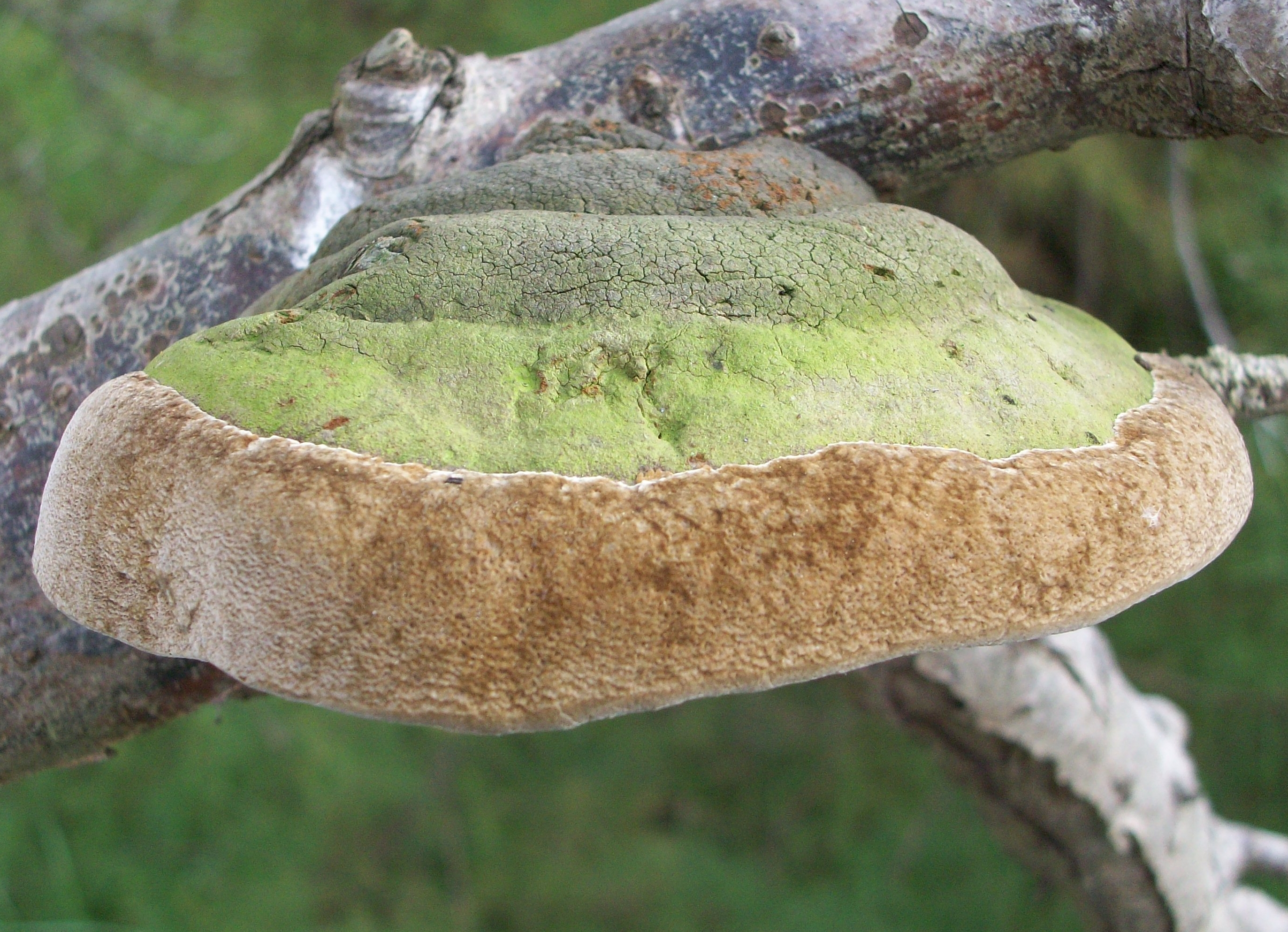
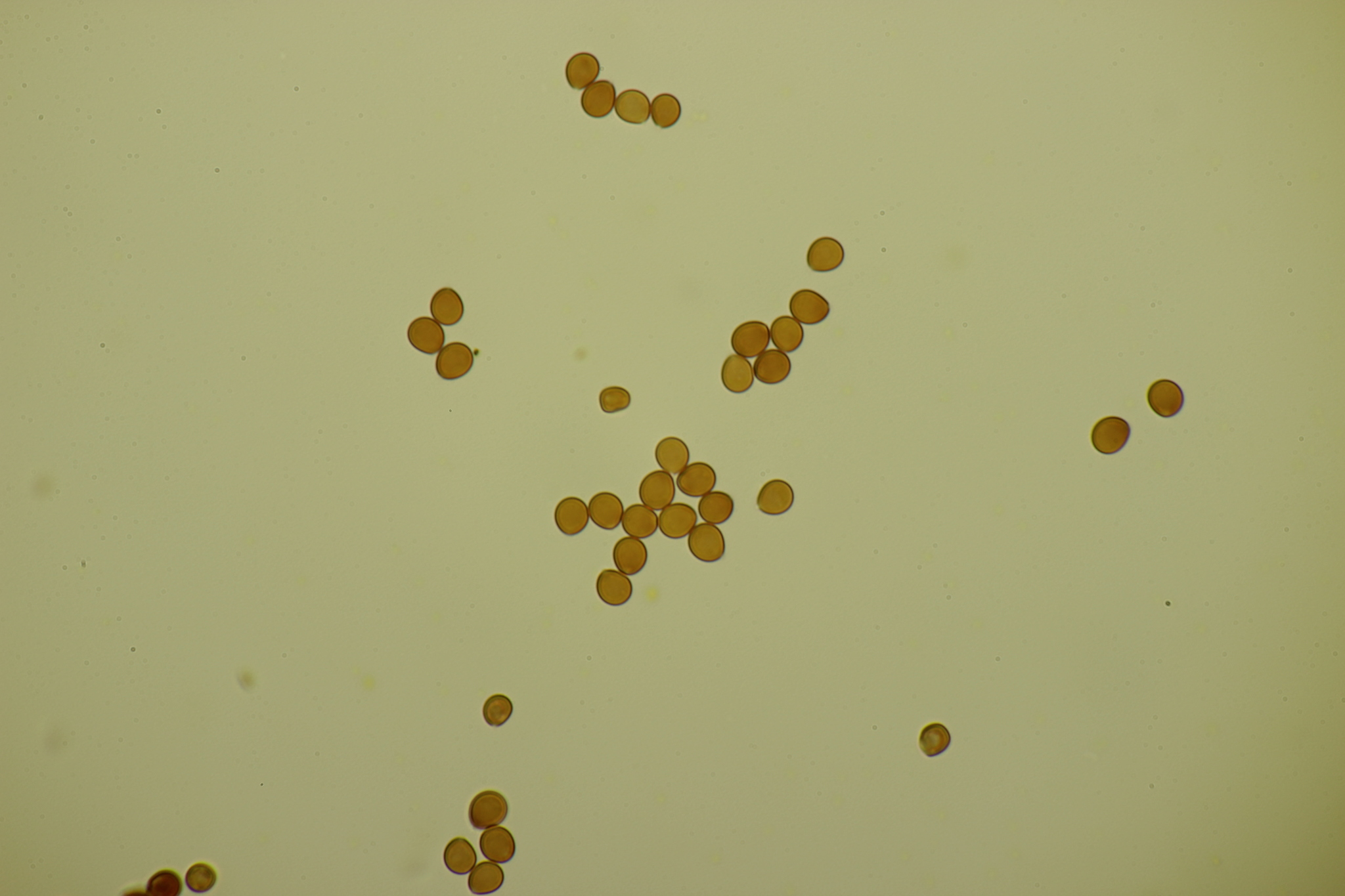

Nem ehető. 